# Eleccions a les Corts Valencianes de 2007
Les eleccions a les Corts Valencianes corresponents a la VII legislatura de l'actual període democràtic, convocades el 2 d'abril, es van celebrar el dia 23 de maig de 2007.
Són les primeres eleccions després de l'aprovació del nou Estatut d'Autonomia de la Comunitat Valenciana de 2006. Tanmateix, es produeix un canvi en els cap de llista d'Esquerra Unida i del BLOC, ja que aquests dos partits es presenten junts amb la coalició Compromís pel País Valencià amb Glòria Marcos com a líder de la coalició i com a candidata a la presidència de la Generalitat. La resta de partits amb representació parlamentària continuen amb els mateixos candidats que en les eleccions del 2003: per part del Partit Popular Francesc Camps i per part del PSPV-PSOE Joan Ignasi Pla.

## Situació electoral des de les eleccions de 2003
La tanca electoral per accedir al repartiment d'escons es troba en el 5% en el conjunt del País Valencià. Per tant, encara que cinc candidatures polítiques van obtindre un nombre destacat de vots, solament tres (PP, PSPV i Esquerra Unida - L'Entesa) van aconseguir representació a les Corts Valencianes. Els 48 diputats obtinguts pel PP el permeten governar amb comoditat la cambra parlamentària, enfront dels 41 que obtingueren la suma del PSPV amb L'Entesa.
Quant a les altres candidatures polítiques, el Bloc Nacionalista Valencià - Esquerra Verda, malgrat aconseguir més d'un 6% dels vots a la demarcació de Castelló, els menors resultats a la demarcació d'Alacant van fer que es quedara sense representació amb un 4,8%. Per altra banda, Unió Valenciana va continuar amb la baixada que va començar des de l'any 1995, obtenint un 3% del vot total. En sisena posició i amb més de 7.000 vots se situà Esquerra Republicana del País Valencià.

## Expectatives electorals per a les eleccions de 2007
La fragmentació d'Unió Valenciana i la divisió del vot regionalista blaver amb altres formacions polítiques com Coalició Valenciana feien molt difícil que alguna d'aquestes formacions arribara al 5%. Per tant, sense cap partit polític que els donara suport, el PP necessitava majoria absoluta (50 diputats sobre 99 després de la reforma de l'Estatut valencià) per continuar governant. En cas de no aconseguir-la, el PSPV, EUPV i BLOC podrien desbancar al PP de la Generalitat.
El 2003 la distància entre el PP i la suma de PSPV-EU-BLOC va ser d'una sola dècima (0,1%). Però, la no entrada del BLOC a les Corts (va rebre el 4,8% dels vots però és necessari el 5% per entrar) va fer que es perderen els seus vots i que la distància entre l'esquerra i la dreta es fera més gran. I encara que el PSPV li retallava algun punt al PP segons les enquestes, era pràcticament imprescindible l'entrada a les Corts tant d'EUPV com del BLOC si volien governar (en minoria).
Per a garantir l'entrada d'ambdues formacions a la cambra es va decidir a finals del 2006 fer una coalició en la que formaren part Esquerra Unida del País Valencià (EUPV), el Bloc Nacionalista Valencià (BLOC), Els Verds del País Valencià (EVPV), Els Verds Esquerra Ecologista del País Valencià (VEE) i Izquierda Republicana (IR), que es presentaren conjuntament sota el nom de Compromís pel País Valencià. Aquesta coalició es va fer extensible a diferents localitats valencianes en les eleccions municipals. Aquest pacte tenia per objectiu principal evitar el bipartidisme a les Corts Valencianes, i especialment la majoria absoluta del Partit Popular.

## Candidats i formacions polítiques
| Candidatura                                              | Tipus    | Candidat                  | Pàgina web                                                                     |
| -------------------------------------------------------- | -------- | ------------------------- | ------------------------------------------------------------------------------ |
| Partit Popular (PP)                                      | Partit   | Francesc Camps            | http://www.ppcv.org/                                                           |
| Partit Socialista Obrer Espanyol (PSPV-PSOE)             | Partit   | Joan Ignasi Pla           | http://www.pspv-psoe.net/                                                      |
| Compromís pel País Valencià (EU-Bloc-Verds: Compromís)   | Coalició | Glòria Marcos             | http://www.compromispelpaisvalencia.org/ Arxivat 2006-11-30 a Wayback Machine. |
| Unió Valenciana - Els Verds-Ecopacifistes (UV-EVE)       | Coalició | José Manuel Miralles      | http://www.uniovalenciana.org/ Arxivat 2007-03-19 a Wayback Machine.           |
| Esquerra Republicana del País Valencià (ERPV)            | Partit   | Agustí Cerdà              | http://www.esquerra.cat/paisvalencia/                                          |
| Units per Valéncia (UxV)                                 | Coalició | Carles Choví Añó          | http://www.unitspervalencia.org/ Arxivat 2007-05-17 a Wayback Machine.         |
| Coalició Valenciana (CVa)                                | Partit   | Mª Dolores García Broch   | http://www.coaliciovalenciana.com/                                             |
| Democracia Nacional (DN)                                 | Partit   | Manuel Canduela Serrano   | http://www.democracianacional.org/dn/index.php                                 |
| Partit Social Demòcrata (PSD)                            | Partit   | Fernando Piera Giménez    | http://www.partidosocialdemocrata.es/ Arxivat 2008-04-10 a Wayback Machine.    |
| España 2000 (E2000)                                      | Partit   | José Luis Roberto Navarro | http://www.esp2000.org/ Arxivat 2008-05-16 a Wayback Machine.                  |
| Falange Auténtica                                        | Partit   | Ramón Villena Diaz        | http://www.falange-autentica.org/ Arxivat 2011-02-03 a Wayback Machine.        |
| Falange Española de las JONS (FE de las JONS)            | Partit   | Jesús de Paredes Teruel   | http://www.falange.es/fejons/                                                  |
| Los Verdes de Europa                                     | Partit   | Daniel Hernández Ruiz     |                                                                                |
| Movimiento por la Unidad del Pueblo–Republicanos (MUP-R) | Partit   | Juan Lacomba Villarroya   | http://www.ciudadanosporlarepublica.info/                                      |
| Partido Comunista de los Pueblos de España (PCPE)        | Partit   | Fernando Ferraz Pumares   | http://www.pcpe.es/                                                            |
| Partido Humanista (PH)                                   | Partit   | Josefa Robles Garrido     | http://partidohumanistaes.blogspot.com/                                        |
| Unión Centrista Liberal (UCL)                            | Partit   |                           |                                                                                |

## Enquestes d'intenció de vot
- Setembre de 2006 (Institut Opina): L'enquesta, feta sobre 99 diputats, donava 53-56 escons i un 49,3% al PP. El PSPV obtindria un 36,4% i 37-40 escons, i EUPV un 7% i 6 escons. Tant el BLOC (4,5%) com UV (1,5%) es quedarien sense representació.

- Novembre de 2006 (Sigma Dos): L'enquesta, feta sobre 99 diputats, donava 53-56 escons i un 49,1% al PP. El PSPV obtindria un 35,2% i 37-40 escons, i EUPV un 6,6% i 6 escons. La resta de candidatures (9,1%) es quedarien sense representació.

## Resultats
| Total País Valencià |                                                                   |                                                                   |                                                                   |                                                                   |               |              |            |           |             |
| Cens                | Cens                                                              | Cens                                                              | Cens                                                              | Participació                                                      | Participació  | Participació | Abstenció  | Abstenció | Abstenció   |
| Cens                | Cens                                                              | Cens                                                              | Cens                                                              | Vots                                                              | Vots          | Percentatge  | Vots       | Vots      | Percentatge |
| 3.491.365           | 3.491.365                                                         | 3.491.365                                                         | 3.491.365                                                         | 2.448.830                                                         | 2.448.830     | 70,14%       | 1.042.535  | 1.042.535 | 29,86%      |
| Vots totals         |                                                                   |                                                                   |                                                                   |                                                                   |               |              |            |           |             |
| Vàlids              | Vàlids                                                            | Vàlids                                                            | Vàlids                                                            | Vàlids                                                            | Vàlids        | Vàlids       | Nuls       | Nuls      | Nuls        |
| 2.432.454           | 2.432.454                                                         | 2.432.454                                                         | 2.432.454                                                         | 99,33%                                                            | 99,33%        | 99,33%       | Nuls       | Nuls      | Nuls        |
|                     | Vots a candidatures                                               | Vots a candidatures                                               | Percentatge                                                       | Vots en blanc                                                     | Vots en blanc | Percentatge  | Nuls       | Nuls      | Nuls        |
|                     | 2.398.106                                                         | 2.398.106                                                         | 98,59%                                                            | 34.348                                                            | 34.348        | 1,41%        | 16.376     | 16.376    | 0,67%       |
| Candidatures        |                                                                   |                                                                   |                                                                   |                                                                   |               |              |            |           |             |
| Candidatura         | Candidatura                                                       | Candidatura                                                       | Candidatura                                                       | Candidatura                                                       | Vots          | %            | Diferència | Diputats  | Diferència  |
|                     | Partido Popular (PP)                                              | Partido Popular (PP)                                              | Partido Popular (PP)                                              | Partido Popular (PP)                                              | 1.277.458     | 53,27%       | +5,37%     | 54        | +6          |
|                     | Partido Socialista Obrero Español (PSOE)                          | Partido Socialista Obrero Español (PSOE)                          | Partido Socialista Obrero Español (PSOE)                          | Partido Socialista Obrero Español (PSOE)                          | 838.987       | 34,99%       | -1,53%     | 38        | +3          |
|                     | Compromís pel País Valencià (CPV)                                 | Compromís pel País Valencià (CPV)                                 | Compromís pel País Valencià (CPV)                                 | Compromís pel País Valencià (CPV)                                 | 195.116       | 8,14%        | -4,77%     | 7a        | +1          |
|                     | Unió Valenciana-Els Verds Ecopacifistes-Unión Centro Liberal (UV) | Unió Valenciana-Els Verds Ecopacifistes-Unión Centro Liberal (UV) | Unió Valenciana-Els Verds Ecopacifistes-Unión Centro Liberal (UV) | Unió Valenciana-Els Verds Ecopacifistes-Unión Centro Liberal (UV) | 22.789        | 0,95%        | -2,08%     | 0         | =           |
|                     | Coalició Valenciana (CVa)                                         | Coalició Valenciana (CVa)                                         | Coalició Valenciana (CVa)                                         | Coalició Valenciana (CVa)                                         | 17.331        | 0,72%        | +0,72%     | 0         | =           |
|                     | Esquerra Republicana del País Valencià (ERPV)                     | Esquerra Republicana del País Valencià (ERPV)                     | Esquerra Republicana del País Valencià (ERPV)                     | Esquerra Republicana del País Valencià (ERPV)                     | 11.686        | 0,32%        | +0,17%     | 0         | =           |
|                     | Partido Social Demócrata (PSD)                                    | Partido Social Demócrata (PSD)                                    | Partido Social Demócrata (PSD)                                    | Partido Social Demócrata (PSD)                                    | 10.187        | 0,42%        | +0,42%     | 0         | =           |
|                     | España 2000 (E-2000)                                              | España 2000 (E-2000)                                              | España 2000 (E-2000)                                              | España 2000 (E-2000)                                              | 5.934         | 0,25%        | +0,14%     | 0         | =           |
|                     | Partido Comunista de los Pueblos de España (PCPE)                 | Partido Comunista de los Pueblos de España (PCPE)                 | Partido Comunista de los Pueblos de España (PCPE)                 | Partido Comunista de los Pueblos de España (PCPE)                 | 3.884         | 0,16%        | +0,16%     | 0         | =           |
|                     | Units x Valéncia (UxV)                                            | Units x Valéncia (UxV)                                            | Units x Valéncia (UxV)                                            | Units x Valéncia (UxV)                                            | 2.559         | 0,11%        | +0,11%     | 0         | =           |
|                     | Falange Auténtica (FA)                                            | Falange Auténtica (FA)                                            | Falange Auténtica (FA)                                            | Falange Auténtica (FA)                                            | 2.493         | 0,1%         | =          | 0         | =           |
|                     | Partido Humanista (PH)                                            | Partido Humanista (PH)                                            | Partido Humanista (PH)                                            | Partido Humanista (PH)                                            | 2.039         | 0,09%        | -0,02%     | 0         | =           |
|                     | Movimiento por la Unidad del Pueblo-Republicanos (MUP-R)          | Movimiento por la Unidad del Pueblo-Republicanos (MUP-R)          | Movimiento por la Unidad del Pueblo-Republicanos (MUP-R)          | Movimiento por la Unidad del Pueblo-Republicanos (MUP-R)          | 1.531         | 0,06%        | +0,06%     | 0         | =           |
|                     | Centro Liberal (CL)                                               | Centro Liberal (CL)                                               | Centro Liberal (CL)                                               | Centro Liberal (CL)                                               | 1.511         | 0,06%        | +0,06%     | 0         | =           |
|                     | Centro Liberal Renovador (CLR)                                    | Centro Liberal Renovador (CLR)                                    | Centro Liberal Renovador (CLR)                                    | Centro Liberal Renovador (CLR)                                    | 1.461         | 0,06%        | +0,06%     | 0         | =           |
|                     | Falange Española de las JONS (FE de las JONS)                     | Falange Española de las JONS (FE de las JONS)                     | Falange Española de las JONS (FE de las JONS)                     | Falange Española de las JONS (FE de las JONS)                     | 1.461         | 0,06%        | +0,06%     | 0         | =           |
|                     | Centro Democrático Liberal (CDL)                                  | Centro Democrático Liberal (CDL)                                  | Centro Democrático Liberal (CDL)                                  | Centro Democrático Liberal (CDL)                                  | 785           | 0,03%        | +0,03%     | 0         | =           |
|                     | Democracia Nacional (DN)                                          | Democracia Nacional (DN)                                          | Democracia Nacional (DN)                                          | Democracia Nacional (DN)                                          | 706           | 0,03%        | =          | 0         | =           |
|                     | Unión Centrista Liberal (UCL)                                     | Unión Centrista Liberal (UCL)                                     | Unión Centrista Liberal (UCL)                                     | Unión Centrista Liberal (UCL)                                     | 427           | 0,02%        | +0,02%     | 0         | =           |

aD'ells, 5 d'EUPV i 2 del BLOC. Des de setembre de 2007, 3 d'EUPV, 2 del BLOC i 2 d'IdPV.

## Resultats per circumspcricions

### Alacant
| ← Eleccions a les Corts Valencianes. Circumscripció d'Alacant 27 de maig de 2007 → |         |       |        |      |
| Circumscripció d'Alacant (35 escons)                                               |         |       |        |      |
| Partit                                                                             | Vots    | %     | Escons | Dif. |
| Partit Popular (PP)                                                                | 413.846 | 51,88 | 19     | +3   |
| Partit Socialista del País Valencià (PSPV-PSOE)                                    | 291.096 | 36,49 | 14     | +2   |
| Compromís pel País Valencià (EU-BLOC-VERDS-IR)                                     | 54.082  | 6,78  | 2      | =    |
| Unió Valenciana-Los Verdes Ecopacifistas (UV-LVE)                                  | 8.472   | 1,06  |        |      |
| Partit Social Demòcrata (PSD)                                                      | 4.356   | 0,55  |        |      |
| Esquerra Republicana del País Valencià (ERPV)                                      | 3.553   | 0,45  |        |      |
| Centro Liberal (CL)                                                                | 1.503   | 0,19  |        |      |
| Centro Liberal Renovador (CLR)                                                     | 1.449   | 0,18  |        |      |
| Partido Comunista de los Pueblos de España (PCPE)                                  | 1.372   | 0,17  |        |      |
| Coalició Valenciana (CVa)                                                          | 1.308   | 0,16  |        |      |
| Falange Auténtica (FA)                                                             | 1.176   | 0,15  |        |      |
| España 2000 (E-2000)                                                               | 1.026   | 0,13  |        |      |
| Partido Humanista (PH)                                                             | 870     | 0,11  |        |      |
| Movimiento por la Unidad del Pueblo-Republicanos (MUP-R)                           | 775     | 0,10  |        |      |
| Centre Democràtic Liberal (CDL)                                                    | 770     | 0,10  |        |      |
| Units per València (UxV)                                                           | 617     | 0,08  |        |      |

A banda, es varen recomptar 11.452 vots en blanc, que suposaven l'1,44% del total dels sufragis vàlids. Els diputats escollits foren:
| PP | PSPV-PSOE | CPV (EU-BLOC-VERDS-IR)                                   |
| 1. Gerardo Camps Devesa 2. María Adelaida Pedrosa Roldán 3. Miguel Ignacio Peralta Viñes 4. Luis Bernardo Díaz Alperi 5. María Milagrosa Martínez Navarro 6. Rafael Maluenda Verdú 7. José Ramón García Antón 8. Ángela María Barceló Martorell 9. César Augusto Asencio Adsuar 10. María José García Herrero 11. José Cholbi Diego 12. Gema Amor Pérez 13. Pedro Hernández Mateo 14. María Elena Bonet Mancheño 15. David Francisco Serra Cervera 16. Trinidad María Miró Mira 17. César Sánchez Pérez 18. Andrés Antonio Ballester Costa 19. Antonio Vicente Peral Villar | 1. Diego Macià Anton 2. Maria Isabel Lloret Ivorra 3. Ángel Luna González 4. María Consuelo Catalá Pérez 5. José Antonio Godoy García 6. María Dolores Gay Bodalo 7. Antonio Torres Salvador 8. Elvira María Jiménez Gutiérrez 9. Eduardo Vicente Navarro 10. María Dolores Huesca Rodríguez 11. Manuel Bueno Ortuño 12. María Vicenta Crespo Domínguez 13. Amando Vilaplana Gironés 14. Rebeca Lirios Soler Cejudo | 1. Lluís Torró Gil (EUPV) 2. Mireia Mollá Herrera (EUPV) |

### Castelló
| ← Eleccions a les Corts Valencianes. Circumscripció de Castelló. 27 de maig de 2007 → |         |       |        |      |
| Circumscripció de Castelló (24 escons)                                                |         |       |        |      |
| Partit                                                                                | Vots    | %     | Escons | Dif. |
| Partit Popular (PP)                                                                   | 140.703 | 49,38 | 12     | -1   |
| Partit Socialista del País Valencià (PSPV-PSOE)                                       | 108.109 | 37,94 | 10     | +1   |
| Compromís pel País Valencià (EU-BLOC-VERDS-IR)                                        | 22.139  | 7,77  | 2      | +1   |
| Esquerra Republicana del País Valencià (ERPV)                                         | 1.939   | 0,68  |        |      |
| España 2000 (E-2000)                                                                  | 1.686   | 0,59  |        |      |
| Coalició Valenciana (CVa)                                                             | 1.635   | 0,57  |        |      |
| Unió Valenciana-Los Verdes Ecopacifistas (UV-LVE)                                     | 1.542   | 0,54  |        |      |
| Partit Social Demòcrata (PSD)                                                         | 1.299   | 0,46  |        |      |
| Partido Comunista de los Pueblos de España (PCPE)                                     | 377     | 0,13  |        |      |
| Falange Española de las JONS (FE-JONS)                                                | 318     | 0,11  |        |      |
| Units per València (UxV)                                                              | 308     | 0,11  |        |      |
| Falange Auténtica (FA)                                                                | 251     | 0,09  |        |      |

A part, es varen recomptar 4.616 vots en blanc, que suposaven l'1,62% del total dels sufragis vàlids. Els diputats electes foren: 
| PP | PSPV-PSOE | CPV (EU-BLOC-VERDS-IR)                                                 |
| 1. Alejandro Font de Mora Turón 2. María Soledad Linares Rodríguez 3. Ricardo Costa Climent 4. Vicente Rambla Momplet 5. Herminia Palomar Pérez 6. Ana Michavila Núñez 7. Rosa María Barrieras Mombrú 8. José Marí Olano 9. Alberto Fabra Part 10. Ricardo Martínez Rodríguez 11. María Fernanda Vidal Causanilles 12. Jaime Mundo Alberto | 1. Isabel Escudero Pitarch 2. Joaquín Puig Ferrer 3. María Amparo Marco Gual 4. Juan Ignacio Subias Ruiz de Villa 5. María José Salvador Rubert 6. Adolf Sanmartín Besalduch 7. Clara Tirado Museros 8. Francesc Colomer Sánchez 9. María Soledad Sorribes Martínez 10. Vicente Nebot Gargallo | 1. Marina Albiol Guzmán (EUPV) 2. Josep Maria Pañella i Alcácer (BLOC) |

### València
| ← Eleccions a les Corts Valencianes. Circumscripció de València. 27 de maig de 2007 → |         |       |        |      |
| Circumscripció de València (40 escons)                                                |         |       |        |      |
| Partit                                                                                | Vots    | %     | Escons | Dif. |
| Partit Popular (PP)                                                                   | 718.977 | 53,73 | 23     | +4   |
| Partit Socialista del País Valencià (PSPV-PSOE)                                       | 433.716 | 32,41 | 14     | =    |
| Compromís pel País Valencià (EU-BLOC-VERDS-IR)                                        | 118.326 | 8,84  | 3      | =    |
| Coalició Valenciana (CVa)                                                             | 14.332  | 1,07  |        |      |
| Unió Valenciana-Los Verdes Ecopacifistas (UV-LVE)                                     | 12.609  | 0,94  |        |      |
| Esquerra Republicana del País Valencià (ERPV)                                         | 6.130   | 0,46  |        |      |
| Partit Social Demòcrata (PSD)                                                         | 4.408   | 0,33  |        |      |
| España 2000 (E-2000)                                                                  | 3.184   | 0,24  |        |      |
| Partido Comunista de los Pueblos de España (PCPE)                                     | 2.233   | 0,17  |        |      |
| Units per València (UxV)                                                              | 1.559   | 0,12  |        |      |
| Partido Humanista (PH)                                                                | 1.129   | 0,08  |        |      |
| Falange Auténtica (FA)                                                                | 1.032   | 0,08  |        |      |
| Movimiento por la Unidad del Pueblo-Republicanos (MUP-R)                              | 729     | 0,05  |        |      |
| Falange Española de las JONS (FE-JONS)                                                | 686     | 0,05  |        |      |
| Democracia Nacional (DN)                                                              | 669     | 0,05  |        |      |
| Unión Centrista Liberal (UCL)                                                         | 416     | 0,03  |        |      |

A part, es varen recomptar 18.023 vots en blanc, que suposaven l'1,35% del total dels sufragis vàlids. Els elegits foren:
| PP | PSPV-PSOE | CPV (EU-BLOC-VERDS-IR)                                                                        |
| 1. Francisco Camps Ortiz 2. Rita Barberá Nolla 3. Francisca Mercedes Hernández Miñana 4. Serafín Castellano Gómez 5. Antonio Clemente Olivert 6. María Sagrario Sánchez Cortés 7. Rafael Blasco Castany 8. Esther Franco Aliaga 9. Esteban González Pons 10. Juan Gabriel Cotino Ferrer 11. Alicia de Miguel García 12. Fernando María Giner Giner 13. Vicente Betoret Coll 14. María Dolores Botella Arbona 15. Justo Nieto Nieto 16. Salvador Cortés Llopis 17. Asunción Quinzá Alegre 18. Rafael Ferraro Sebastiá 19. Concepción Enma Iranzo Martín 20. Eduardo Ovejero Adelantado 21. Verónica Marcos Puig 22. Vicente Soria Mora 23. Manuel Miguel Bustamante Bautista | 1. Ignasi Pla Durá 2. Josefa Frau Ribes 3. Vicente Manuel Sarriá Morell 4. María Nuria Espí de Navas 5. Antonio Such Botella 6. Carmen Ninet Peña 7. Juan Andrés Perelló Rodríguez 8. Ana Isabel Noguera Montagud 9. Juan Jesús Ros Piles 10. Cristina Moreno Fernández 11. Francesc de Borja Signes Núñez 12. Jeannette Segarra Sales 13. José Camarasa Albertos 14. Josefa Andrés Barea | 1. Glòria Marcos i Martí (EUPV) 2. Enric Morera i Català (BLOC) 3. Mónica Oltra Jarque (EUPV) |